# Antiproton
Az antiproton a proton antirészecskéje, egy antibarion. A pozitron után ez volt a második antirészecske, amelynek létezését megjósolták, és ezt is Dirac jósolta meg 1933-ban, amikor a fizikai Nobel-díjat kapta Erwin Schrödingerrel megosztva „az atomelmélet új hatékony formáinak felfedezéséért”.

## Megjóslása
A Heisenberg és Schrödinger által adott kvantummechanikai formulizmus, a mátrixmechanika és a Schrödinger-egyenlet jól leírta a lassan mozgó részecskék viselkedését, de nem volt összhangban a speciális relativitáselmélettel. Dirac 1928-ban alkotta meg a Dirac-egyenletet, amely megoldotta ezt a kérdést, és kiterjesztette a kvantummechanikai leírást a gyorsan mozgó részecskékre is. Kétségek fogadták azonban egyenletét, amelynek negatív energiájú megoldásai is voltak. Dirac ezt a problémát úgy oldotta meg, hogy feltételezte, ezek a negatív állapotok mind be vannak töltve – róla ezt Dirac-tengernek hívták mások –, és ezek az egyenletes betöltés miatt megfigyelhetetlenek számunkra. Ha viszont egy állapot nincs betöltve, akkor ez a hiány már megfigyelhető, mint pozitív energiájú, ellentétes töltésú részecske, amelyet Dirac „tükörképnek” nevezett. A kétségek 1932-ben, a pozitron felfedezésével csillapodtak le. A pozitron ellentétes töltésétől eltekintve minden tulajdonságában az elektronnal egyezett meg, pontosan olyan volt, mint a Dirac által jósolt tükörkép. Dirac a töltésnek a természetben való kiegyenlítettsége miatt arra gondolt, hogy ha az elektronnak van tükörképe a pozitron képében, akkor a protonnak is kell lennie.

## Felfedezése
A pozitront Anderson a ködkamrára ható kozmikus sugárzásban fedezte fel 1932-ben. Az antiproton keltése a három nagyságrenddel nagyobb tömeg és a kozmikus sugárzás–ködkamra kölcsönhatás kis luminozitása miatt lehetetlennek látszott az ehhez szükséges hosszú idő miatt. Olyan gyorsítóra volt szükség, amelyik elég nagy energiájú és intenzitású nyalábot tud előállítani. A labor rendszerben szükséges energia nagyságát a tömegközépponti energia függvényében a következő képlet határozza meg:
{\displaystyle E_{tkp}^{2}=m_{1}^{2}+m_{2}^{2}+2E_{1,lab}m_{2}}
Ebből könnyen kiszámolható, hogy protonok ütköztetése esetén ahhoz, hogy még egy proton–antiproton párt keltsünk, legalább 6,5 GeV/c² energiájú protonokat kell álló protonokra (anyagdarabra) ejteni.
Ez tehát az elektronvolt milliárdszorosának meghaladását követelte meg, amelyet ma GeV-nek (giga) hívunk, de az akkor amerikai szóhasználattal BeV-nek hívták (billion electron volt). Innen származik a tervezett gyorsító, a Bevatron neve. Ez egy szinkrotron volt Ernest Lawrence intézetében, a Kaliforniai Egyetem Sugárzási Laboratóriumában, Berkeleyben, amely az egyetem berkeleyi kampusza mellett található és amelyet ma Lawrence Berkeley Nemzeti Laboratóriumnak hívnak. A gyorsító 1954-re készült el. 
Lawrence és közeli kollégája, Edwin McMillan – akivel együtt dolgozta ki a szinkrotron elvét – két csoportot állított fel az antiproton keresésére. Az egyiket Emilio Segrè és Owen Chamberlain, a másikat Edward Lofgren vezette. A Bevatron protonnyalábját egy réztömbbel ütköztették, ahol a keletkezett részecskék közül várhatóan minden 40 ezredik volt antiproton. Ezek kiválogatása volt ezután az igazi feladat.
A Segrè–Chamberlain csoport úgy határozott, hogy ehhez a részecskék impulzusát és sebességét fogja mérni. Oreste Piccioni javaslatára – aki ekkor a kavadrupóllencsék és nyalábextrahálás szakértőjeként a Brookhaveni Nemzeti Laboratóriumban tartózkodott – egy mágneses kvadrupóllencse-rendszert állítottak fel, amelyen csak egy bizonyos impulzusablakba eső negatív részecskék jutottak túl. A sebesség mérésése szcintillációs számlálókat és két Cserenkov-detektort használtak. A vizsgált impulzusablakban a két szcintillációs számlálócsoport közötti 12 méteren a repülési idő negatív pionok esetén 11 ns, antiprotonok esetén 51 ns volt. Két pion ugyanakkor tudta magát egy antiprotonnak álcázni, de ezeket a Cserenkov-detektorok szűrték ki.
A repülési idővel kapcsolatos méréssel szoros kapcsolatban Gerson Goldhaber (Berkeley) és Edoardo Amaldi (Róma) ezüstbromid-emulziós kísérletben figyelte meg az antiprotonok annihilációját, amelyeknek csillagszerű eseményekként kellett megjelenniük az emulzióban.
1955. szeptember 21-én Lofgren csoportja 4 napos futást kezdett volna, de átadták idejüket a másik csoportnak. Ezen a napon egy 7 órás futás alatt Segrè és Chamberlain 60 antiprotont számlált meg. Az emulziók ezután történt átvizsgálása megerősítette a felfedezést.
1959-ben Segrè és Chamberlain fizikai Nobel-díjat kaptak „az antiproton felfedezéséért”.

## Antiproton-gyorsítók
Tudományos továbblépést jelentett, amikor antiprotonokat már nemcsak kelteni, hanem azokat a protonokhoz és elektronokhoz hasonlóan felhalmozni és gyorsítani-lassítani is tudták. A CERN-ben ilyen „lassító” volt a LEAR – előgyorsítóival az antiprotongyűjtővel és antiproton-felhalmozóval –, amely a mezonspektroszkópia területén tett lehetővé fontos kísérleteket. A CERN-ben ma működik az antiproton-lassító, amely antianyag-kutatásokat tesz lehetővé.